# Neorudolphia volubilis
Neorudolphia volubilis là một loài thực vật có hoa trong họ Đậu. Loài này được (Willd.) Britton miêu tả khoa học đầu tiên.